# Jersey County
Jersey County is een county in de Amerikaanse staat Illinois.
De county heeft een landoppervlakte van 956 km² en telt 21.668 inwoners (volkstelling 2000). De hoofdplaats is Jerseyville.

## Bevolkingsontwikkeling

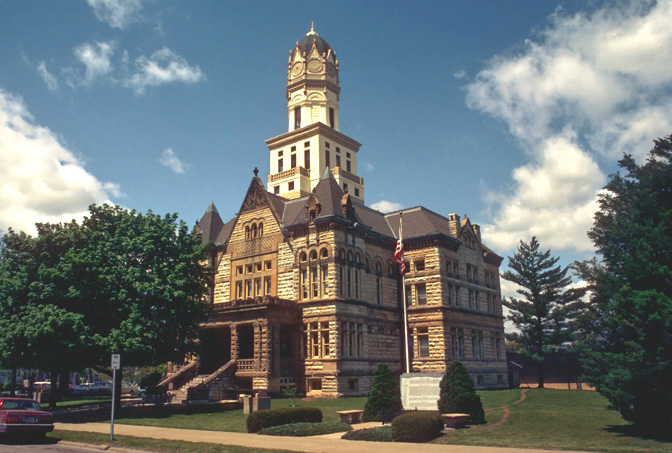
Jersey County Courthouse